# Tam giác vuông cân

Độ dài các cạnh của tam giác vuông cân

Tam giác vuông cân là tam giác vuông có hai cạnh góc vuông bằng nhau.

## Tính chất
Tính chất 1: Mỗi góc nhọn của tam giác vuông cân bằng nhau và bằng 45°.
Tính chất 2: Các đường đồng quy như đường cao, đường trung tuyến, đường phân giác kẻ từ đỉnh góc vuông của tam giác vuông cân trùng nhau và bằng 1 nửa cạnh huyền.

## Diện tích
Áp dụng công thức tính diện tích tam giác vuông cho diện tích tam giác vuông cân với chiều cao và cạnh đáy bằng nhau, ta có công thức:
SABC =1/2 x a2

## Cách chứng minh
Để chứng minh tam giác vuông cân, ta có những cách sau:
+ Tam giác vuông có hai cạnh góc vuông bằng nhau.
+ Tam giác vuông có một góc bằng 45 độ.
+ Tam giác cân có một góc ở đáy bằng 45 độ.
+ Tam giác vuông có 2 trong 4 đường đồng quy trùng nhau

## Công thức tính đường trung tuyến trong tam giác vuông cân
Tam giác vuông cân là một tam giác có một góc vuông với hai cạnh góc vuông bằng nhau và bằng a. Do đó, trung tuyến trong tam giác vuông cân mà nối từ góc vuông đến cạnh đối diện sẽ là một đoạn thẳng vuông góc với cạnh huyền và bằng một phần hai nó.